# 이수담
이수담(1947년 3월 19일~)은 대한민국의 정치인이다. 제14대 국회의원을 지냈다.

## 역대 선거 결과
|  | 38.5% |

|  | 11.34% |